# Porela
Porela is een geslacht van vlinders uit de familie van de spinners (Lasiocampidae) en de onderfamilie Lasiocampinae.

## Soorten
- Porela albifinis (Walker, 1855)
- Porela amathodes Turner, 1924
- Porela arida (Walker, 1855)
- Porela ceraunias Turner, 1942
- Porela delineata (Walker, 1855)
- Porela euthyerges Turner, 1941
- Porela notabilis (Walker, 1855)
- Porela notodontina (Felder, 1874)
- Porela obtusa (Walker, 1864)
- Porela rhabditis (Turner, 1932)
- Porela subfasciata (Walker, 1855)
- Porela vetusta Walker, 1855
- Porela vitulina (Donovan, 1805)